# Victoriano Guisasola y Menéndez

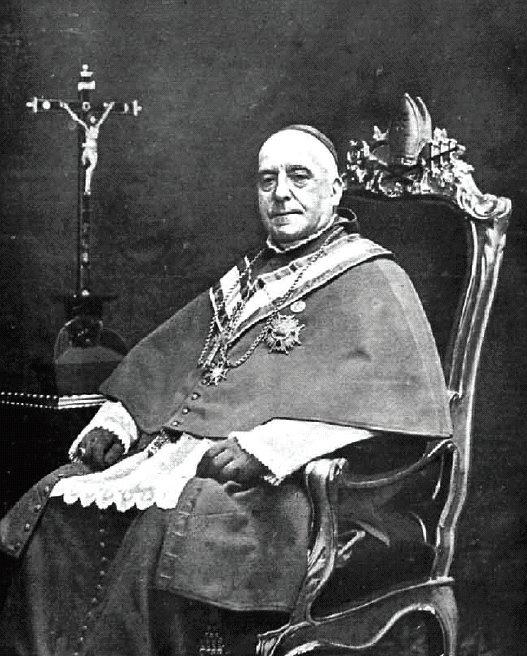
Victoriano Kardinal Guisasola y Menéndez

Kardinalswappen

Victoriano Kardinal Guisasola y Menéndez (* 21. April 1852 in Oviedo, Spanien; † 2. September 1920 in Madrid) war ein spanischer Geistlicher und Erzbischof von Valencia und Toledo.

## Leben
Victoriano Guisasola y Menéndez schloss seine Studien an der Universität Oviedo mit dem Erwerb des Lizentiates im Fach Katholische Theologie und der Promotion im Fach Kanonisches Recht ab. Im Jahre 1876 empfing er das Sakrament der Priesterweihe und wurde Professor für Kanonisches Recht am Seminar von Ciudad Real. Von 1880 bis 1882 war er Sekretär seines Onkels, des Bischofs von Orihuela, der ihn 1884 zum Generalvikar ernannte. Von 1886 bis 1893 wirkte er als Kanoniker an der Kathedrale von Santiago de Compostela.
Im Jahre 1893 wurde er zum Bischof von Osma ernannt und empfing die Bischofsweihe durch José María Martín de Herrera y de la Iglesia, Erzbischof von Santiago de Compostela; Mitkonsekratoren waren Manuel Fernández de Castro y Menéndez, Bischof von Mondoñedo, und Valeriano Menéndez Conde, Weihbischof in Toledo. 1897 wurde er Bischof von Jaén, 1901 Bischof von Madrid-Alcalá, 1905 Erzbischof von Valencia und 1914 Erzbischof von Toledo sowie Patriarch der Westindischen Inseln. Am 25. Mai 1914 wurde er von Papst Pius X. in das Kardinalskollegium aufgenommen. Am 3. Juni 1914 empfing er das rote Birett aus der Hand von König Alfons XIII. von Spanien. Den Kardinalshut und die Ernennung zum Kardinalpriester mit der Titelkirche Santi Quattro Coronati erhielt der Erzbischof am 8. September 1914. Kardinal Guisasola nahm am Konklave 1914 teil, das Papst Benedikt XV. wählte.
1916 wurde er mit dem Großkreuz mit Collane des Ordens Karls III. ausgezeichnet. Victoriano Guisasola y Menéndez starb am 2. September 1920 in Madrid und wurde in der Kapelle des Seminars von Toledo beigesetzt.